# Кастель-Роккеро
Кастель-Роккеро (итал. Castel Rocchero) — коммуна в Италии, располагается в регионе Пьемонт, в провинции Асти.
Население составляет 383 человека (2008 г.), плотность населения составляет 58 чел./км². Занимает площадь 6 км². Почтовый индекс — 14040. Телефонный код — 0141.
Покровителем коммуны почитается святой апостол Андрей Первозванный, празднование 30 ноября.

## Демография
Динамика населения:

## Администрация коммуны
- Официальный сайт: http://www.comune.castelrocchero.at.it